# 20000 바루나
20000 바루나(20000 Varuna)는 해왕성 바깥 천체 중 카이퍼 대 천체의 하나로, 그중에서도 큐비원족에 속한다. 구형에 가까운 형체를 갖고 있다는 것이 판명되면 분류될 왜소행성으로 분류될 가능성도 갖고 있다. 이 천체는 2000년에 발견되었지만, 1953년에 촬영된 사진에 이미 찍혀 있었다. 이름은 인도 신화에 나오는 신 바루나에서 유래했다.
바루나의 성질에 대해서는 별로 잘 알려진 것이 없다. 광도 변화의 그래프로부터, 자전 주기는 3.17시간 혹은 6.34시간으로 관측되고 있다. 밀도는 대략 1g/cm3로서 물과 거의 같다.
열측정과 광학 측정에 의해 지름은 900~1,000 km 정도로 추정된다.